# Amblyterus tibialis
Amblyterus tibialis är en skalbaggsart som beskrevs av Phillip B. Carne 1958. Amblyterus tibialis ingår i släktet Amblyterus och familjen Rutelidae. Inga underarter finns listade i Catalogue of Life.